# 奥村遊機
奥村遊機株式会社（おくむらゆうき）は、愛知県名古屋市昭和区に本社を置いていたパチンコ遊技機メーカーである。
1957年6月設立。パチンコ機は「OKUMURA」、「モナコ」のロゴやブランド名を冠することもある。
CR機全盛になっても稀な存在である現金機を積極的に販売し、甘デジスペックとして発売された現金機を“ワールド”として展開していたことなど、業界内で独自の地位を築いていた。

## 概要
- 1947年 - 名古屋市内でパチンコ店「モナコ」を創業
- 1950年 - パチンコ機の製造を開始
- 1957年 - 奥村遊機株式会社を設立
- 2015年4月14日 - 名古屋地方裁判所に自己破産を申請し、名古屋地裁から破産手続開始決定を受ける[1][2]。負債額は約50億円。
- 2017年7月 - 法人格消滅[3]。

売上高が最盛期の平成8年には335億円から倒産した平成26年には133億円と落ち込んでいた。晩年はヒット作に恵まれず2期連続の赤字となり、債務超過が続いたため経営継続を断念したとされている。
『ドリームX』・『マジカルランプ』・『CRヤジキタ』といった人気機種こそ排出し、当社と契約した外部版権では、『うる星やつら』や『笑ゥせぇるすまん』が主力で、『2002 FIFAワールドカップ』や『サイボーグクロちゃん』といった意外なタイアップも存在した。廃業の際、外部版権のパチンコ化権に関しては『うる星やつら』はニューギンに、『笑ゥせぇるすまん』はサンセイアールアンドディが改めて契約した。『バジリスクシリーズ』に関しては、サンセイアールアンドディからリリースされていた過去があり、倒産の引き金になる程の不人気だったこともあり、次の契約先が見つからず、止むなくパチスロで主力版権としているユニバーサルエンターテインメントが力を入れていない副販ながら権利を保有することとなり、パチンコでも同社としては初めての専用枠でリリースする程の人気を得ることになった。

## パチンコ機

### 旧要件機
主要機種のみ掲載。

#### 2000年以前
- イッキくん

#### 2000年以降
- 2000年 - CRど根性ガエル、CR笑ゥせぇるすまん、CRクールビューティー
- 2001年 - CRあしたのジョー、CRうる星やつら、CRサイボーグクロちゃん
- 2002年 - CR2002FIFAワールドカップTMJ、CRホットギミック、CR笑ゥせぇるすまん2
- 2003年 - CRマジンガーZ、CR和、CRバック・トゥ・ザ・フューチャー
- 2004年 - CRチャールズ・チャップリン、CRロボコップ

### 現行基準機
| 機種名                                  | 発売年月   | 備考                                                                                   |
| --------------------------------------- | ---------- | -------------------------------------------------------------------------------------- |
| CRうる星やつら2                         | 2005年1月  | 初の新基準機                                                                           |
| CRスパルタンX                           | 2005年2月  |                                                                                        |
| CR黄金ハンター                          | 2005年4月  | 大当たりラウンド中のBGMはLINDBERGの「今すぐKissMe」が流れる。                          |
| CR華牌・井出洋介の華麗なる麻雀          | 2005年7月  |                                                                                        |
| CRひらけ!こぶ茶バンド                   | 2005年8月  | 普通機タイプ                                                                           |
| CR新・弥次喜多                          | 2005年9月  |                                                                                        |
| CR笑ゥせぇるすまん3                     | 2005年11月 |                                                                                        |
| CR浮浪雲                                | 2006年2月  |                                                                                        |
| CR解体屋ゲン                            | 2006年6月  |                                                                                        |
| CRこぶ茶バンド・地球防衛隊編            | 2006年7月  |                                                                                        |
| CRはね物マジンガーZ                     | 2006年9月  | 羽根モノタイプ                                                                         |
| CRマジンガーZ対グレートマジンガー       | 2006年11月 |                                                                                        |
| CR研ナオコ・歌は宇宙を救う              | 2007年2月  | 新枠採用                                                                               |
| CRスペースインベーダー                  | 2007年4月  |                                                                                        |
| CRうる星やつら3                         | 2007年5月  |                                                                                        |
| CRコータローまかりとおる                | 2007年7月  |                                                                                        |
| CR大阪プロレス                          | 2007年10月 |                                                                                        |
| CRそれいけ!こぶ茶バンド                 | 2007年11月 | 直撃大当たり搭載の羽根モノタイプ                                                       |
| CR愛と誠                                | 2007年12月 |                                                                                        |
| CRうちのタマ知りませんか?               | 2008年1月  | 機種名のアニメとさとう珠緒のWタイアップ 現金機スペックあり（業界最後のデジパチ現金機） |
| CR天空歌舞伎                            | 2008年3月  | 全面液晶機                                                                             |
| CRクッキングパパ                        | 2008年4月  |                                                                                        |
| CR42.195キロ                            | 2008年5月  | 一般電役タイプ                                                                         |
| Aエンブレム3                            | 2008年7月  | 普通機タイプ                                                                           |
| CRなにわの大統領赤井英和                | 2008年8月  |                                                                                        |
| CRA片山晋呉 VS Dr.タイフーン            | 2008年10月 | 甘デジ専用機種                                                                         |
| CR闘牌伝説アカギ                        | 2008年11月 |                                                                                        |
| CR笑ゥせぇるすまん                      | 2009年5月  | シリーズ第4弾                                                                          |
| CRマジカルランプ・レジェンド            | 2009年7月  |                                                                                        |
| CR THE BLUE HEARTS                      | 2009年10月 |                                                                                        |
| CR弥次喜多3                             | 2010年2月  |                                                                                        |
| CR華牌II 「ミスター麻雀」小島武夫の戦略 | 2010年3月  |                                                                                        |
| CRアチこーこー                          | 2010年6月  |                                                                                        |
| CRカミカゼファイター                    | 2010年9月  |                                                                                        |
| CRAマジカルサマナー                     | 2010年9月  | 甘デジ専用機種                                                                         |
| CR NINJA GAIDEN                         | 2010年11月 | 新枠「星波」導入                                                                       |
| CRうる星やつら Forever Love             | 2011年3月  |                                                                                        |
| CR弥次喜多外伝                          | 2011年6月  |                                                                                        |
| CR PACHINKO天 天和通りの快男児          | 2011年8月  |                                                                                        |
| CRスカルキング                          | 2011年9月  |                                                                                        |
| CR南国麻雀                              | 2011年11月 |                                                                                        |
| CRでーじアチこーこー                    | 2012年1月  |                                                                                        |
| CR宇宙をかける少女                      | 2012年2月  |                                                                                        |
| CR笑ゥせぇるすまん〜欲望の大都会〜      | 2012年5月  | シリーズ第5弾                                                                          |
| CR NINJA GAIDEN 2                       | 2012年7月  |                                                                                        |
| CR闘牌伝説アカギ2 死闘編                | 2012年9月  | Wアタッカー機種                                                                        |
| CR黄金ハンター〜伝説のいちごソード〜    | 2012年12月 |                                                                                        |
| CR暴君の竜 ティラノキング               | 2013年2月  |                                                                                        |
| CR B・B                                 | 2013年4月  |                                                                                        |
| CR戦国DASH                              | 2013年5月  |                                                                                        |
| ぱちんこCR天 天和通りの快男児II         | 2013年8月  |                                                                                        |
| ぱちんこCR遊砲RUSH                      | 2013年9月  |                                                                                        |
| CR Dororonえん魔くんメ〜ラめら          | 2013年11月 |                                                                                        |
| ぱちんこCRバジリスク 〜甲賀忍法帖〜     | 2014年2月  |                                                                                        |
| ぱちんこCRサイコメトラーEIJI            | 2014年3月  |                                                                                        |
| CRうる星やつら 電撃LOVE ATTACK          | 2014年5月  | 新枠「クリスタルエッジ」導入                                                           |
| ぱちんこCR三姫繚乱〜麗しき闘い〜        | 2014年7月  |                                                                                        |
| ぱちんこCRマジカルハンター              | 2014年10月 |                                                                                        |
| ぱちんこCR怪物くん デーモンの剣         | 2015年2月  |                                                                                        |
| ぱちんこCRアミーゴ DE そーる            | 2015年3月  | 本社における最後の機種                                                                 |

## 関連会社
- ミツワ自動車 - 東京を拠点とする自動車販売会社。過去には、ポルシェやランボルギーニの輸入・販売をしていた。
- ドーターズ -化粧品の製造販売等